# Nationales Infotelefon
Bei den Nationalen Infotelefonen (NIT) handelt es sich um Telefonanschlüsse, die als preiswerte Möglichkeit benutzt werden, rechtsextreme Inhalte über Anrufbeantworter schnell und effektiv zu verbreiten.
Sie stellen eine wichtige Möglichkeit dar, neue Kommunikationsstrukturen im neonazistischen Lager aufzubauen. Geheime Informationen, die weder das „linke Spektrum“ noch die Behörden erfahren sollen, werden über andere Kanäle verbreitet, meist per Telefon oder E-Mail.
Die Bedeutung der NIT hat in den vergangenen Jahren durch die zunehmende Verbreitung von Internetanschlüssen massiv abgenommen. Bevor fast jeder Haushalt über Internet verfügte, waren sie aber eine sehr effektive und billige Möglichkeit, viele Menschen schnell mit Informationen zu versorgen. Heute findet der Informationsaustausch im rechtsextremen Spektrum vor allem über Internetseiten oder Diskussionsforen sowie Mailinglisten statt. Ein paar vereinzelte Infotelefone sind aber nach wie vor aktiv. Des Weiteren firmieren nunmehr einige Internetauftritte als „nationales Infotelefon“.